# This is the Sonics
Albums de The Sonics
Introducing the Sonics
(1967)
This is the Sonics est le quatrième album studio du groupe The Sonics, sorti en 2015 soit 48 ans après leur dernier album Introducing the Sonics.

## L'album

### Titres
1. I Don't Need No Doctor (2:41)
2. Be a Woman (2:22)
3. Bad Betty (2:07)
4. You Can't Judge a Book By the Cover (2:56)
5. The Hard Way (2:13)
6. Sugaree (2:35)
7. Leaving Here (2:55)
8. Look at Little Sister (3:33)
9. I Got your Number (2:42)
10. Livin' in Chaos (3:04)
11. Save the Planet (3:03)
12. Spend the Night (2:37)

### Musiciens
- Gerry Roslie : orgue, piano, voix
- Freddie Dennis : basse, voix
- Larry Parypa : guitare, voix
- Rob Lind : saxophone, voix, harmonica
- Dusty Watson : batterie